# Verónica Langer
Pour les articles homonymes, voir Langer.
Verónica Langer (née le 11 juin 1953 à Buenos Aires) est une actrice mexicaine.

## Biographie
Elle commence à jouer pour la télévision dès 1981. Elle débute au cinéma en 1987 dans Macho y hembras de Julián Pastor.
En 1993, dans Miroslava d'Alejandro Pelayo, elle joue le rôle de la mère de Miroslava Stern, interprétée par Arielle Dombasle. Elle obtient le prix Ariel de la meilleure actrice dans un second rôle pour ce film.
Elle reçoit le prix Ariel de la meilleure actrice en 2017 pour son rôle dans La Caridad.

## Filmographie

### Cinéma
- 1987 : Macho y hembras de Julián Pastor
- 1993 : Miroslava d'Alejandro Pelayo : la mère de Miroslava
- 1994 : Novia que te vea : Raquel
- 1999 : Todo el poder : Frida
- 2001 : Y tu mamá también d'Alfonso Cuarón : María Eugenia Calles de Huerta
- 2002 : Le Crime du père Amaro : Amparito
- 2008 : Cinq Jours sans Nora (Cinco días sin Nora) de Mariana Chenillo
- 2016 : La Caridad de Marcelino Islas Hernández : Angélica

### Télévision
- 1981 : Infamia : Alicia Olmedo
- 1995-1996 : Retrato de familia : Mercedes
- 1996 : Marisol : Carmen
- 1997-1998 : Mirada de mujer : Rosario
- 2000-2001: Tío Alberto : Maruja Sotomayor
- 2001-2002 : Lo que es amor : Jackie
- 2005 : Amor en custodia : Alicia
- 2002 : La otra cara del alma : Felicitas
- 2003-2004 : Mirada de mujer, el regreso : Rosario
- 2010-2012 : Soy tu fan : Marta
- 2016-2017 : La candidata : Magda
- 2018 : La casa de las flores : Carmelita
- 2020 : Apprenti papa : Rosaura
- 2020-2021 : Imperio de mentiras : Piedad

## Récompenses
- Prix Ariel 1993 : meilleure actrice dans un second rôle (dans le film Miroslava).
- Prix Ariel 2017 : meilleure actrice (La Caridad).